# Hechtgraben (Saale)
Der Hechtgraben ist ein linker Nebenfluss der Saale. Seinen Ursprung hat der Graben im Stadtteil Dölau der Stadt Halle (Saale). Er ist ca. 3 Kilometer, mit linkem Nebenbach knapp 4 Kilometer lang, durchfließt zunächst in östliche Richtung Dölau und den Stadtteil Heide-Nord/Blumenau und mündet dann in nördliche Richtung in die Saale. Dem Hechtgraben fließen von links bzw. Norden im Westen von Halle-Nord/Blumenau der Schachtgraben, aus dem Norden Dölaus kommend, sowie kurz vor der Mündung der Haßgraben, aus Richtung Lettin, zu. Im Oberlauf führt der Graben nicht ganzjährig Wasser.